# 孫登 (東吳)
孫登（209年—241年），字子高，孫權長子，三國時東吳皇太子。33歲英年早逝，未能登基皇位，諡為宣太子。

## 生平
魏文帝黃初二年（221年），封孫權為吳王。並且拜孫登為東中郎將，封萬戶侯，孫權以孫登年幼辭去爵位不受。同年，孫權立孫登為太子，並為孫登選置師傅，選取優秀的士人作為他的賓友，由此諸葛恪、張休、顧譚、陳表等人被選為孫登的侍講詩書以及伴隨騎射。
孫權希望孫登讀《漢書》以知道近代的事，認為張昭可以為師，多次邀請他，並下令張休聽父親張昭講授，再回宮轉授孫登。孫登接待他的屬官時，大致使用平民的方式，例如和諸葛恪、張休、顧譚等一同坐車，或者睡在一起。太傅張溫認為中庶子在職務上要和太子有著許多接觸，因此應該任用有傑出才能的人擔任，孫權聽後就任用陳表等人為中庶子，後來又命令中庶子與太子應該守回禮節，不能太隨便。
吳大帝黃龍元年（229年），孫權稱帝，立為孫登為皇太子，亦任用與其交流的名士；以驃騎將軍諸葛瑾之子諸葛恪為左輔都尉，輔吳將軍張昭之子張休為右弼都尉，丞相顧雍之孫顧譚為輔正都尉，虎臣偏將軍陳武之子陳表為翼正都尉，稱為「四友」。而謝景、范慎、刁玄、羊衜等皆為賓客，當時東宮號稱有最多的士人。
同年，孫權遷都建業。徵召上大將軍陸遜輔助孫登鎮守武昌，統領留在武昌的宮府事宜。
吳大帝嘉禾元年（232年），孙登之弟孫慮逝世，孫權感到悲傷，因而減少膳食。孫登趕來勸孫權不要過份悲傷，以免影響國家。孫權接納，增加了膳食。十多日後，孫權要送孫登回武昌，但孫登希望留在父親身邊，於是孫權打消念頭，讓孫登留他在身邊。嘉禾三年（234年），孫權攻打魏國佔領的合肥新城，命令孫登留守，管理後方的事務。當時農作物收成不好，盜賊增多，孫登於是制訂令法，用以對付盜賊，得到不錯的成果。
吳大帝赤烏四年（241年），孫登逝世，年僅三十三歲。臨終前，孫登上書給孫權，建議幾項讓國家安定和富強的方法，又推薦多位優秀的臣子，望孫權多加任用以讓國家進步。孫權於得悉孫登死後再看到這篇文章，更加悲傷，談到他都不禁傷心流涕。諡孫登曰宣太子。孫登之死為二宮之爭埋下伏筆。

## 性格
- 孫登很體恤百姓，例如孫登出外打獵時，本可走近道小路，他却绕路遠避開農田，为的是不損傷農民的農作物；休息時又只選擇空地。另外有一次騎馬出外，有一粒彈丸飛過，隨從尋找誰發射，最終找到一個人帶有彈弓以及彈丸，大家都以為是他做的，但那人不認，隨從就想動手教訓他，孫登不允許。孫登又將那人手持的彈丸和射出來的彈丸比較一下，發現並不一樣，証明彈丸不是那人發射的，於是就放了他。又有一次，用來裝水的金馬盂不見了，孫登知道是身邊侍從做的，不忍心要送他們去處罰，只是責罵他們，遣送他們回家鄉，更命令親近的人不要說出去。

- 孫登很孝顺重恩情。由於孫登是庶出的，生母不詳，徐夫人於是以養母身份撫養他，對他有恩。後來徐夫人因為嫉妒而廢，一直居住在吳郡。當時孫權寵愛步夫人，她賞賜給孫登的，孫登都只拜謝而不敢接受。而徐夫人所送的衣服都先沐浴再穿上，以表示對徐夫人的敬重。孫登獲立太子時辭讓稱立太子前要先立皇后，孫權反問孫登其母在哪，孫登卻回答在吳郡，暗指該立徐夫人為皇后，但孫權卻想以步夫人為皇后，最終都沒有答應。孙权打算把他送回武昌时，孙登亦为自己请求能够留下来为父尽孝。

- 孙登喜爱人才乐闻善言。曾写信给步骘，希望教诲。于是步骘把当时在荆州界内担任重要职务的官员即诸葛瑾、陆逊、朱然、程普[註 1]、潘濬、裴玄、夏侯承、卫旌、李肅、周条、石干等十一人列出，对他们的品行才能进行逐一的介绍分析，且上疏希望孙登要信任和重用这些杰出人才。

## 評價
- 陈寿：「孙登居心所存，足为茂美之德。」
- 叶适：「孙登德兼于能，知人则哲，深达治要，临殁一疏，不论三代以前、三代以后，世子藩王之贤，少有及者。」[3]

## 家族
曾祖父
- 孫鍾，孫堅父。

祖父母
- 孙坚，祖父，孫權稱帝後追諡為武烈皇帝。
- 吳太夫人，祖母，孫權稱帝後追諡為武烈皇后。

叔伯
- 孫策，大伯，東吳奠基者，孫權稱帝後追諡為長沙桓王。
- 孫翊，三叔，丹楊太守，性格驍悍果烈，有孫策之風。
- 孫匡，四叔，孫策讓出父親孫堅之烏程侯爵位給幼弟孫匡來承襲，早逝。
- 孫朗，五叔，因違反軍令燒毀自家軍用被呂範送回而被禁錮。

姑媽
- 孫氏，嫁給曲阿人弘咨。
- 孫氏，嫁給陈氏。

姑姐
- 孫夫人，嫁劉備，正史姓名不詳。三國演義中稱孫仁，戲曲《甘露寺》稱孫尚香。

父親
- 孫權，東吳大皇帝，東吳開國君主。

兄弟
- 孫慮，孫權次子，字子智，少敏惠有才藝，權器愛之。二十歲卒。無子。
- 孫和，孫權三子，字子孝，孫霸親兄，孫登病死後被立為太子。被廢後封為南陽王。被丞相孫峻賜死。兒子孫皓繼位於孫休, 追尊孫和為文皇帝。
- 孫霸，孫權四子，字子威，曾與兄長孫和發生二宮之爭。被孫權賜死。
- 孫奮，孫權五子，字子揚，封齊王。後被廢為庶人。太平三年又被封為章安侯。被孫皓誅殺。
- 孫休，孫權六子，字子烈，東吳景皇帝。原被封琅邪王，孫亮被廢黜後被立為帝。廿四歲繼位孫亮。三十歲英年早逝。
- 孫亮，孫權幼子，字子明，十歲繼位孫權，十六被丞相孫綝廢為會稽王。十八歲流放途中亡。

姊妹
- 孫魯班，字大虎，孫權長女，先配周循，後配全琮。
- 孫氏（待考），孫權次女。劉纂妻，早卒。
- 孫魯育，字小虎，孫權三女，先配朱據，後配劉纂。
- 孫氏（待考），滕胤妻[4]。

妻
- 周妃，周瑜女。
- 芮妃[5]，芮玄女。

子
- 孫璠，早卒。
- 孫英，封吳侯。五鳳元年（254年），孫英因大將軍孫峻擅權，密謀誅殺他，事情被揭發後自殺，封國撤銷。
- 孫希，早卒。
- 《姓氏录》称身狹村主青为孙登后人，《新撰姓氏錄》认为牟佐氏是他后人。

## 動漫
- 漫畫《火鳳燎原》（陳某）、火鳳燎原外傳小說《伯符》（王貽興）:尚未登場，僅外傳小說中交代於孫登於狩獵期間神秘中箭身亡，使孫權的決策反覆混亂，而間接釀成二宮之爭。

## 附注
1. ↑  按《三國志·步騭傳》原文，步騭列出了已去世多年的程普，卻沒有列出呂岱，陳景雲認為此處「程普」為「呂岱」之誤。

## 延伸阅读
[在维基数据编辑]
 《三國志·卷59》，出自陳壽《三國志》